# 所沢駅

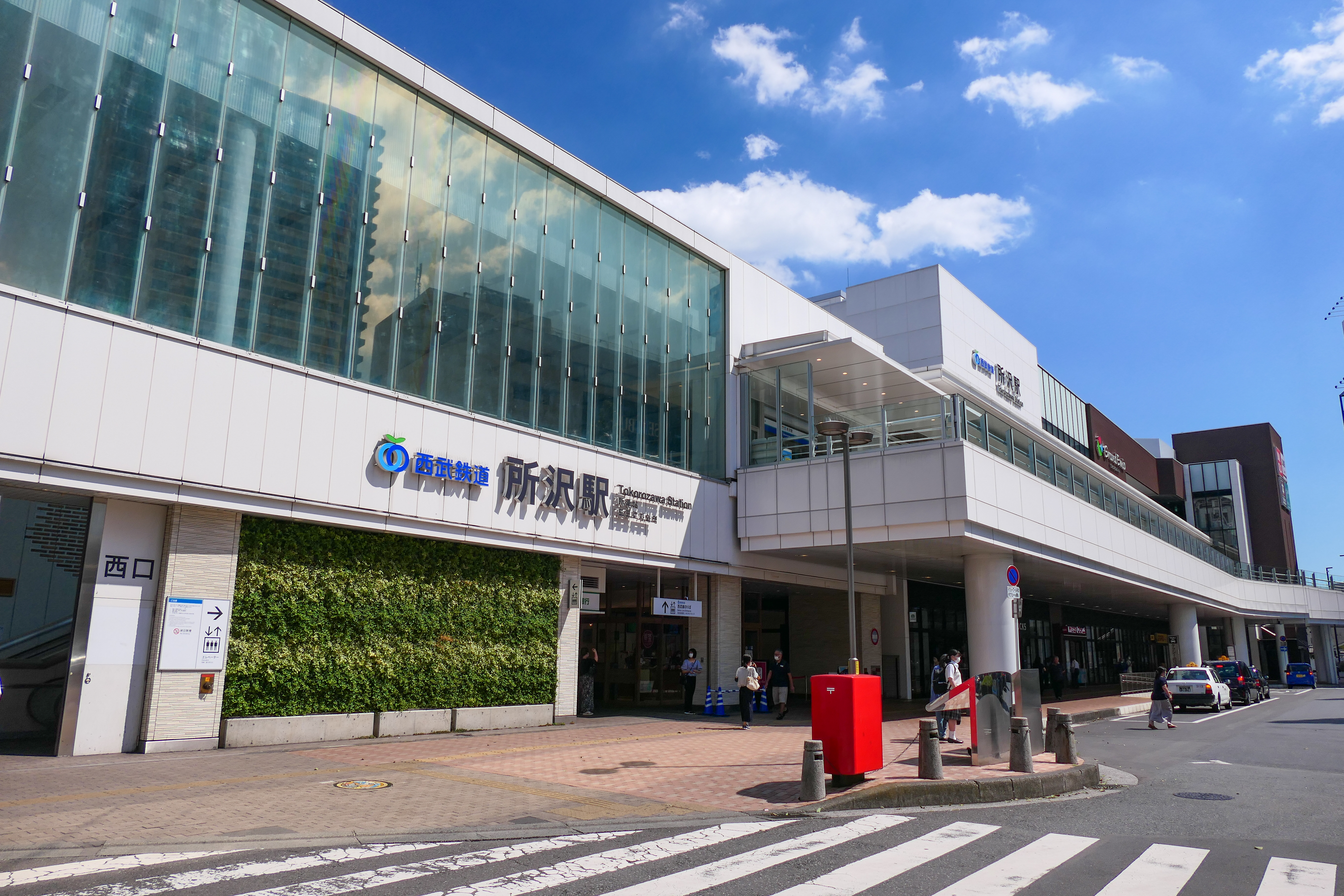
西口（2022年8月）

所沢駅（ところざわえき）は、埼玉県所沢市くすのき台一丁目にある西武鉄道新宿線・池袋線の駅である。
管区長配置駅であり、「所沢駅管区」として池袋線の当駅 - 狭山ヶ丘駅間の各駅と狭山線の全駅を管理している。

## 概要
西武鉄道の主要路線である池袋線と新宿線が乗り入れ、郊外の拠点駅・ジャンクションとなっている。池袋線特急「ちちぶ・むさし」、新宿線特急「小江戸」などの全ての営業列車が停車する。また、西武ドームで西武ライオンズの試合が行われる日などでは両路線を直通する列車も一部設定されている。埼玉県内の西武鉄道の駅の中では最も利用者数が多い駅である。
駅周辺、特に西口はプロぺ通り商店街や大型商業施設が立地する所沢市の中心市街地であり、駅ビルの「Grand Emio（グランエミオ）所沢」や西武鉄道本社ビルなど西武グループの重要施設が集積している。東京都豊島区のダイヤゲート池袋に移転するまでは親会社の西武ホールディングスの本社も所在していた。他にも駅周辺には旧西武流通グループ→セゾングループの西武百貨店（西武所沢S.C.）や西友の店舗も所在している。

### 利用可能な鉄道路線
西武鉄道の2大幹線である新宿線（駅番号：SS22）と池袋線（駅番号：SI17）が乗り入れ、両路線の乗換駅として機能している。歴史的な経緯から、西武鉄道の案内図では早くに開業した新宿線の方が優先され、『新宿線所沢駅』としていることが多い。後から乗り入れた池袋線は所沢駅付近で大きくカーブをしている。
このほか、池袋線当駅 - 秋津間の秋津寄りにJR武蔵野線新秋津駅への連絡線が分岐している。武蔵野線の開業後に、この連絡線を使って貨物列車の受け渡しが行われたが、貨物列車の廃止後は新型車両の搬入や他社へ譲渡する中古車の搬出用（車両輸送）に使われている。なお、孤立路線である多摩川線の車両の出入りもこの連絡線を通じて行われている。
新宿線・池袋線共に全定期旅客営業列車が停車する。

## 歴史
- 1895年（明治28年）03月21日 - 川越鉄道（新宿線の前身、後の旧・西武鉄道）の駅として開業。
- 1915年（大正04年）04月15日 - 武蔵野鉄道（池袋線の前身）開業。共用開始に伴い川越鉄道が駅業務担当｡
- 1940年（昭和15年）01月02日 - 当駅近くで武蔵野鉄道線列車正面衝突事故発生[2]。
- 1958年（昭和33年）12月19日 - 新宿線柳瀬信号所 - 所沢間複線運転開始｡
- 1960年（昭和35年）05月25日 - 池袋線秋津 - 所沢間複線運転開始[3]。
- 1963年（昭和38年）11月01日 - 池袋線池袋 - 所沢間で日本私鉄初の10両編成運転開始｡
- 1965年（昭和40年）11月05日 - 池袋線所沢 - 西所沢間複線運転開始｡
- 1967年（昭和42年）10月27日 - 新宿線所沢 - 新所沢間複線運転開始｡
- 1983年（昭和58年）04月05日 - 東口仮駅舎と跨線橋使用開始。東口が開設される[4]。
- 1986年（昭和61年）04月25日 - 西武百貨店所沢店開業に伴い、南口が開設される[5]。
- 1989年（平成元年）
  - 09月11日 - 駅構内の大幅な改良工事が実施される。
  - 11月25日 - 所沢ステーションビル・西武総合案内所開設｡
- 1990年（平成02年）08月01日 - 北側（本川越・池袋寄り）乗り換え跨線橋使用開始｡
- 1991年（平成03年）01月27日 - 東口改札口移設、自由通路使用開始[6]。
- 2000年（平成12年）12月22日 - 南口改札（西武口）と東口改札を統合し、新改札口を開設（現南口）｡
- 2010年（平成22年）
  - 03月00日 - 新駅舎改築工事着工[7]。
  - 07月31日 - 新駅舎工事の進展に伴い西口改札の使用を停止させ、所沢ステーションビル1階に仮西口改札を開設[8]。
- 2012年（平成24年）
  - 03月08日 - 新橋上駅舎の一部（西口と改札口）を供用開始。これに伴い、仮西口改札とホーム中央部の跨線橋が廃止される[9]。改札口脇に駅ナカコンビニTOMONYオープン。
  - 06月12日 - Emio所沢（I期、改札外）オープン[10]。
  - 11月27日 - 東口から新駅舎までの通路、新駅舎トイレの供用開始[11]。Emio所沢（II期、改札内）オープン[11]。これに伴い南口改札廃止。
- 2013年（平成25年）
  - 04月26日 - 屋上庭園と南口自由通路から新駅舎までの連絡通路が完成[12]。
  - 06月00日 - 駅改良工事完了[13]。
- 2018年（平成30年）03月02日 - 東口駅ビル「Grand Emio（グランエミオ）所沢」が、77店舗でオープン[14][15]。それに伴い、Emio、所沢駅ステーションビルは2018年2月25日までに全店閉店。
- 2020年（令和02年）
  - 09月02日 - Grand Emio所沢第II期開業[16]。同時に南口改札の供用開始[16][15]。
  - 11月03日 - 発車メロディを『となりのトトロ』関連の楽曲に変更[17][18][19]。
  - 11月04日 - 東口ロータリーに『となりのトトロ』のキャラクターのモニュメントを設置[20][21]。

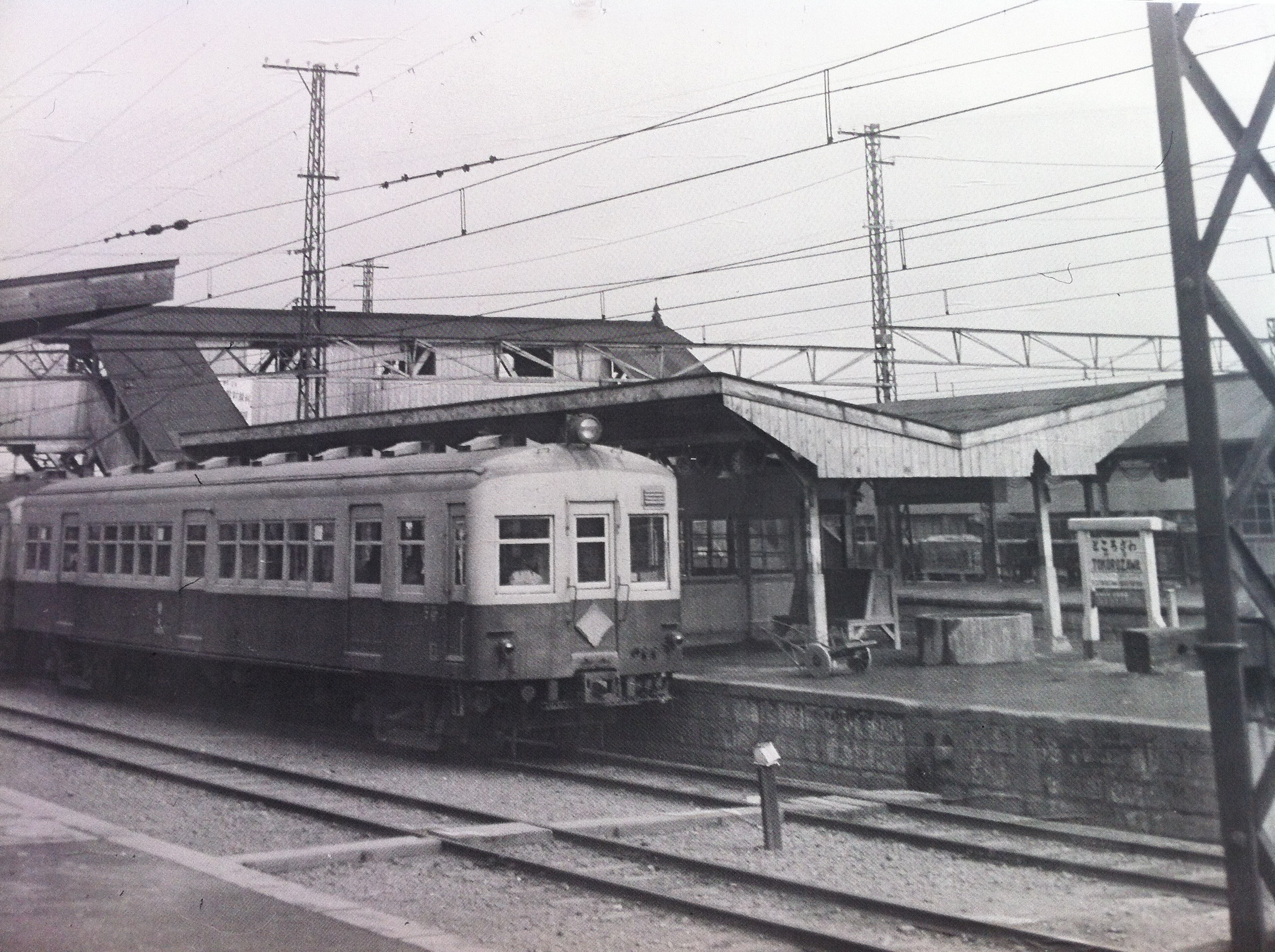
1952年の所沢駅
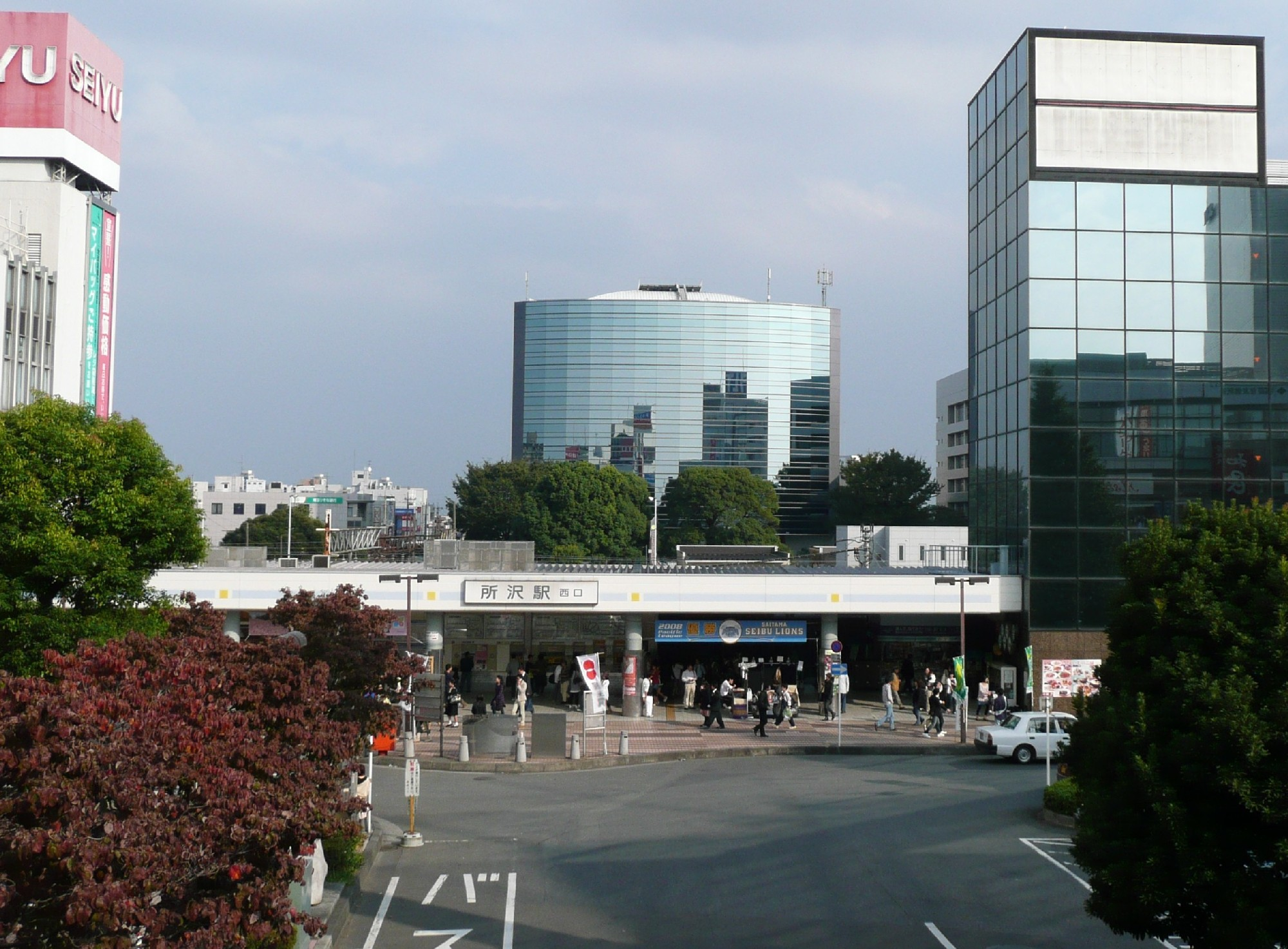
西口（2008年10月）
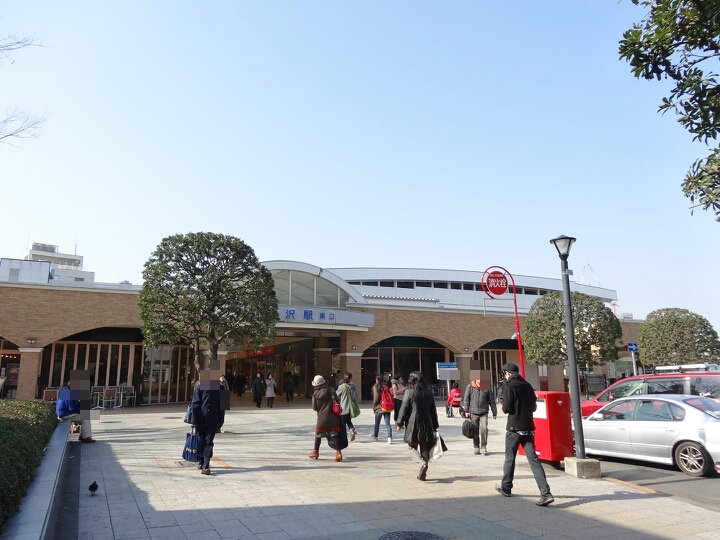
東口（2014年2月）
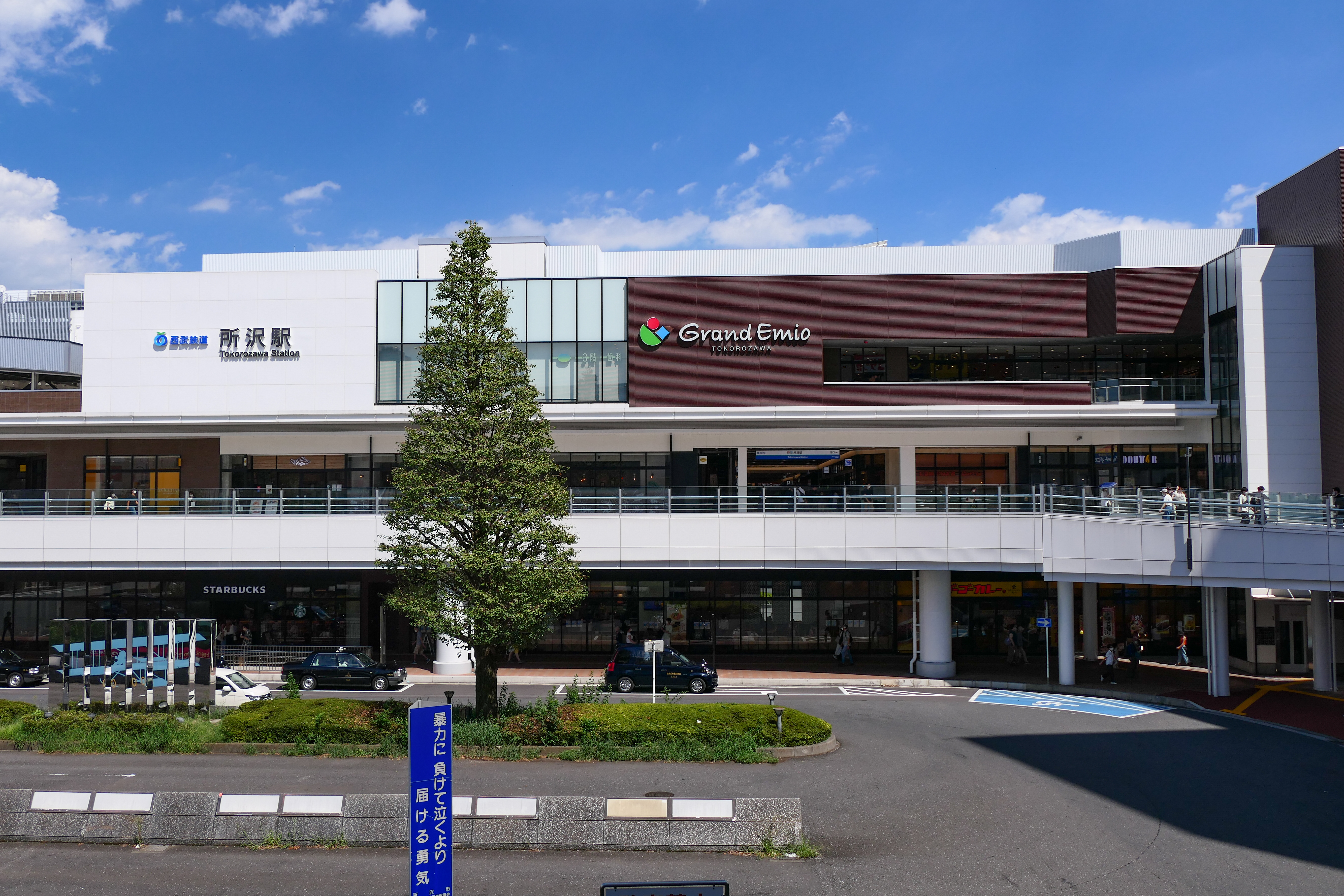
新駅ビルと「Grand Emio所沢」（2022年8月）

## 駅構造
単式ホーム1面1線、島式ホーム2面4線、計3面5線を有する地上駅。西武二大幹線が交わるジャンクションであり、名実ともに相互乗換駅として機能している。

### 駅舎
大規模な橋上駅舎となっている。中央部に2本の改札外自由通路があり、その2つを結ぶ改札外広場を挟んで、北側に中央改札、南側に南改札が設けられている。駅事務室は中央改札脇にある。中央改札側の改札内コンコースには駅ナカ店舗が出店しており、その屋上に「とこてらす」と名付けられたオープンスペースが存在する。また東口側駅ビルと直結したIC専用のグランエミオ改札がある。一方で南改札側の改札内コンコースには、授乳室やおむつ替えコーナーを備えた待合スペース「とことこひろば」があるほか、線路上から眺望できる屋外デッキがある。

#### 駅ナカ店舗
出店店舗の詳細は西武プロパティーズ公式サイト「所沢駅の店舗情報」を参照。 
- Tomony（改札内・外）
- タリーズコーヒー（改札内・外）
- つけめんTETSU
- 野菜を食べるカレー camp express（閉店）
- ドミニック・ジュラン（グランエミオ改札設置の為閉店）
- Hibiya-Kadan Style
- 所沢大黒天宝くじ
- 狭山そば

※ 狭山そば以外の店舗はグランエミオ所沢扱いだったが、2020年9月2日のⅡ期開業後は通常の駅ナカ店舗扱いとなっている。

#### 駅舎改良工事
2010年代に大規模橋上駅舎化を軸とする段階的な駅舎改良工事が行われた。それ以前は旧来からの西口地上駅舎と、東西自由通路を兼ねた南側橋上駅舎とに分かれており、さらに東口には平屋の商業施設があるのみだった。
21世紀に入り、西武鉄道創立100周年の節目であり、池袋線が東京メトロ副都心線を通じて東急東横線との相互直通運転を開始する2012年度の完成を目指し、駅舎改良工事に着手することが2009年12月に決定し、その後完成した。
改良工事の主なポイントは
- 西武鉄道のフラッグシップとなる駅舎
- ホーム中央の線路上空に新規に橋上駅舎を建設し、現在の西口・南口改札を統合
- 西武鉄道としては初の授乳室・LCD式列車案内表示器・屋上庭園の設置

である。2012年11月27日に完成し、旅客用トイレの橋上駅舎への移設・キッズトイレ設置などが行なわれ、これに伴い南側のきっぷうりば・改札口は新橋上駅舎への移設と廃止、また南側の乗換え用跨線橋も廃止された（南側の自由通路は継続使用されたのち、橋上駅舎の拡張工事のため廃止）。
これらの改良点が評価され、所沢駅は一般社団法人鉄道建築協会が主催する「第58回鉄道建築協会賞」の作品部門において、「停車場建築賞」を受賞している。
2018年3月以降、II期工事が開始され、橋上駅舎内にあった店舗の大半と南側自由通路が廃止・撤去となり、南口改札の新設とホームの東村山・西所沢方（駅南側）へ階段等の設置・I期工事で完成した部分の橋上駅舎と接続しスペース拡大・西武百貨店および旧南口から続くペデストリアンデッキの延長接続とそれに伴うバスターミナルの改良などが行われ、2020年9月2日に営業開始した。南口改札内には、授乳室やパウダールーム等を備えた待合スペース「とことこひろば」や、駅南側を一望できる「展望デッキ」が新設された。

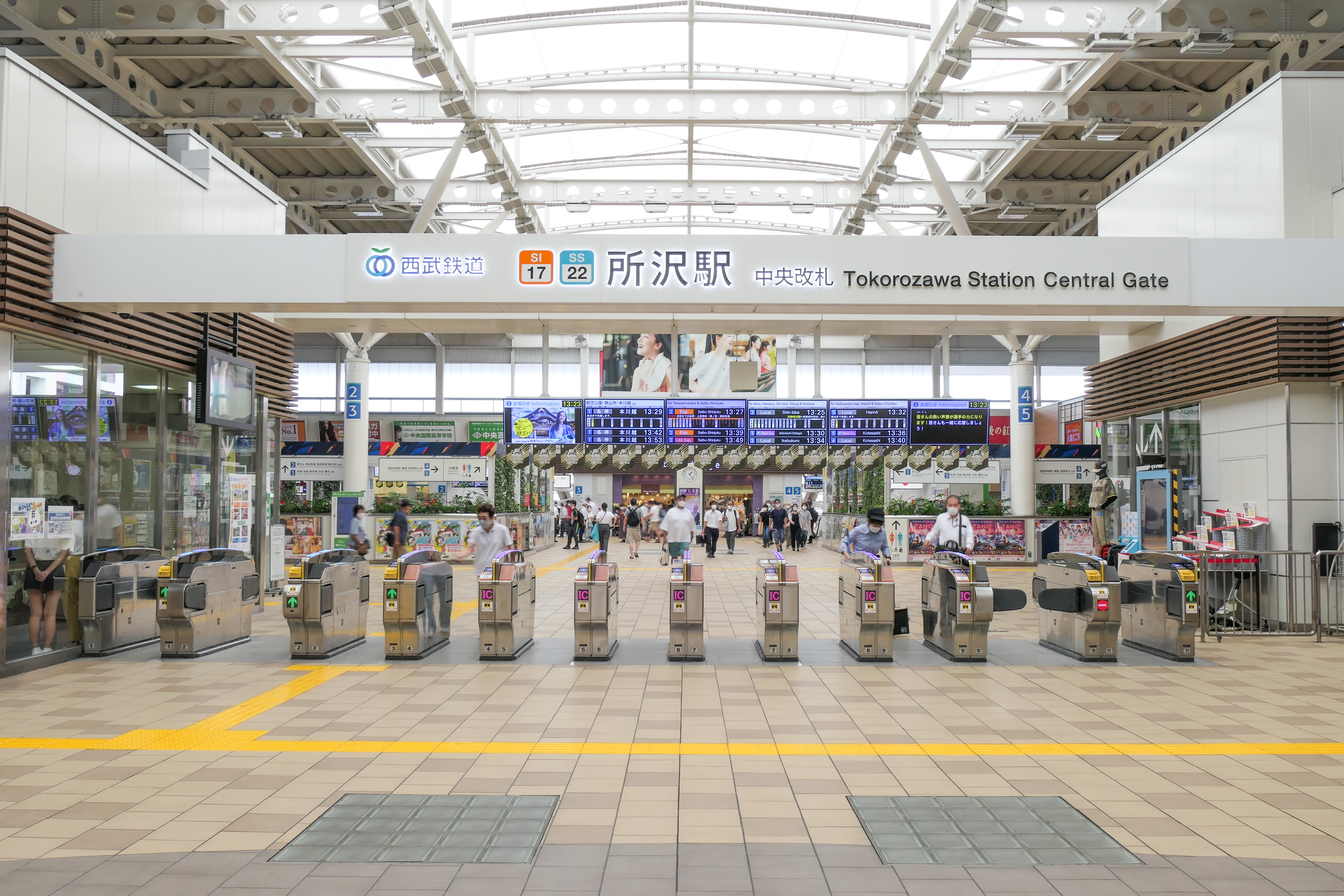
中央改札（2022年8月）
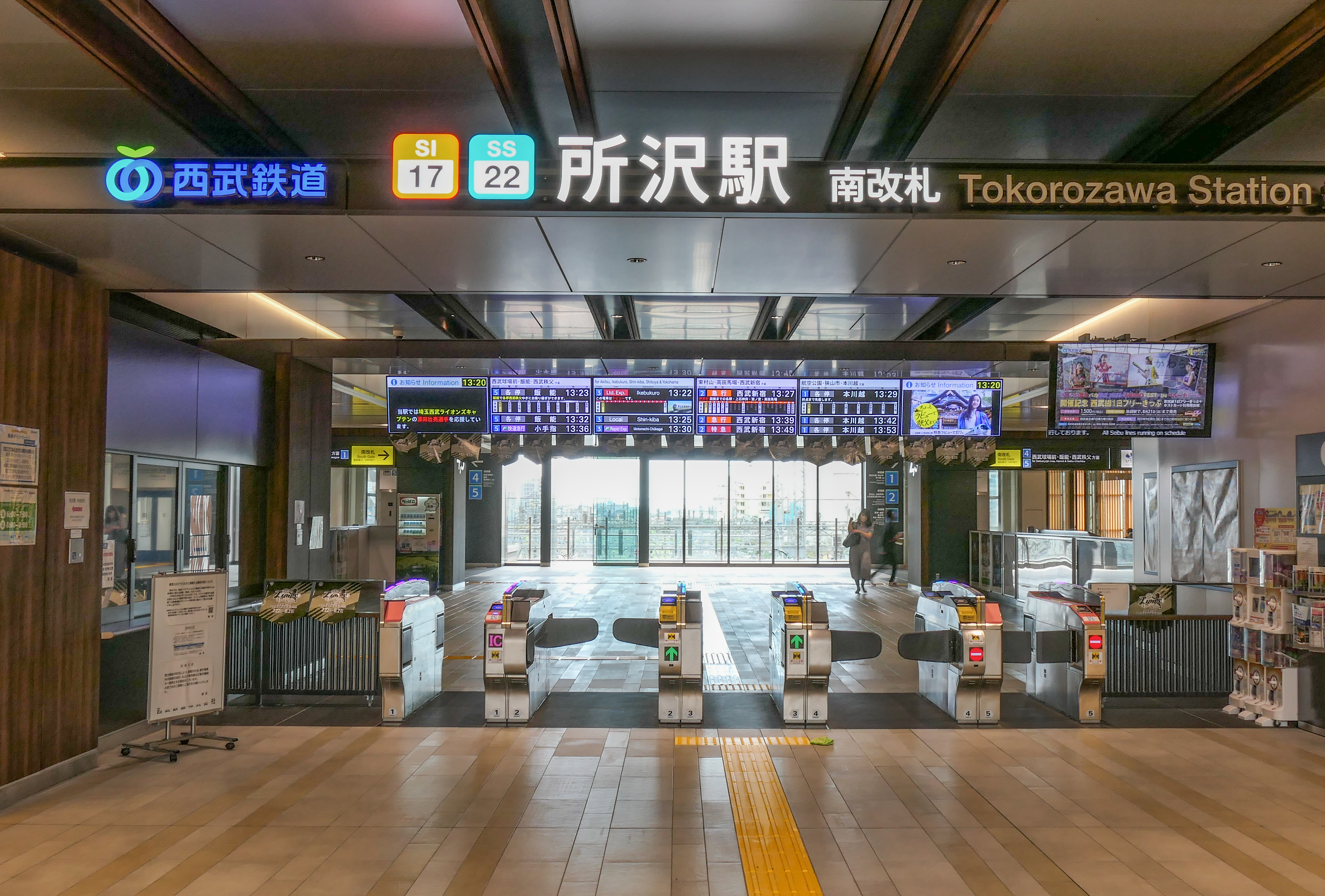
南改札（2022年8月）
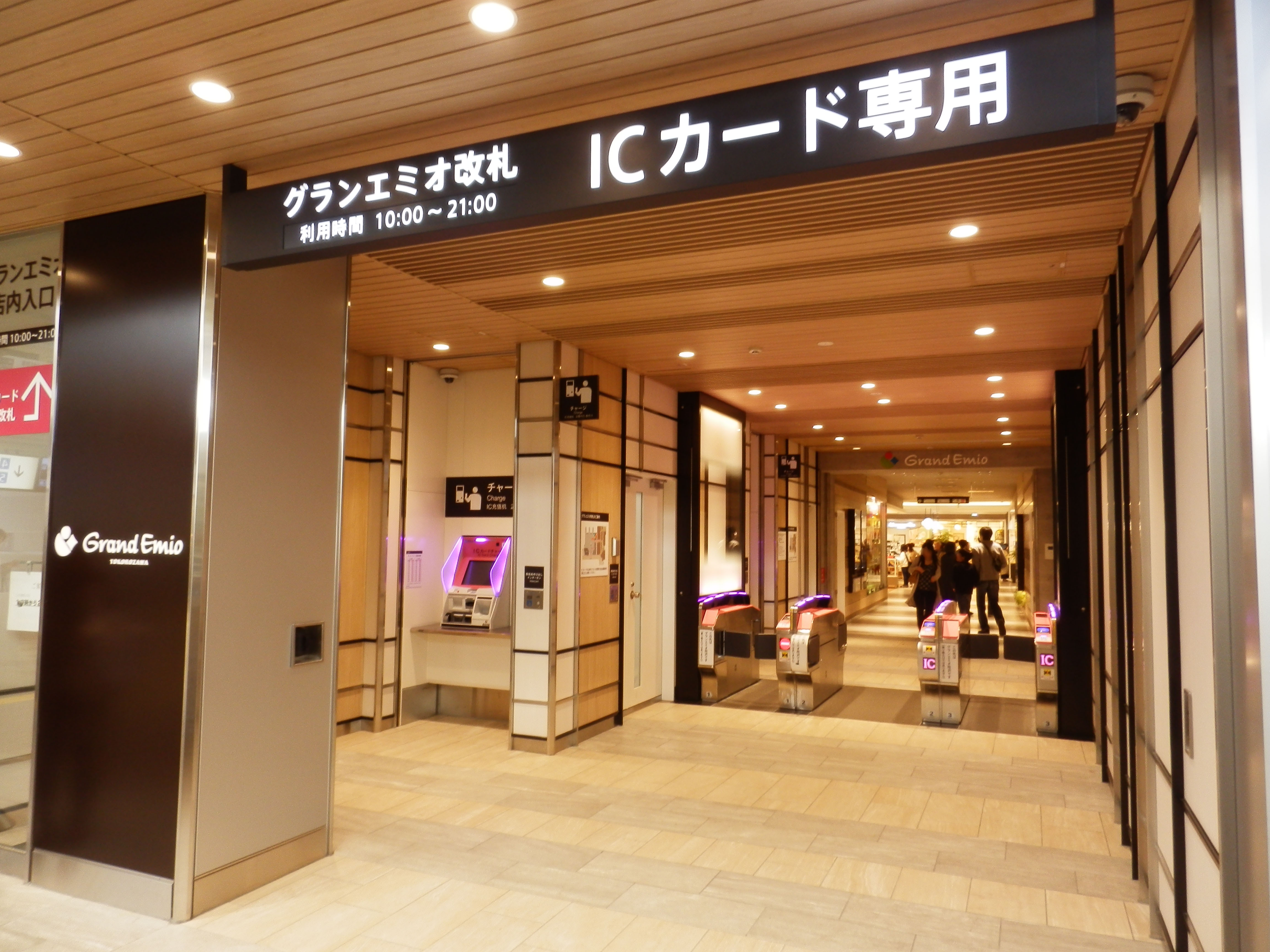
グランエミオ改札（2018年3月）
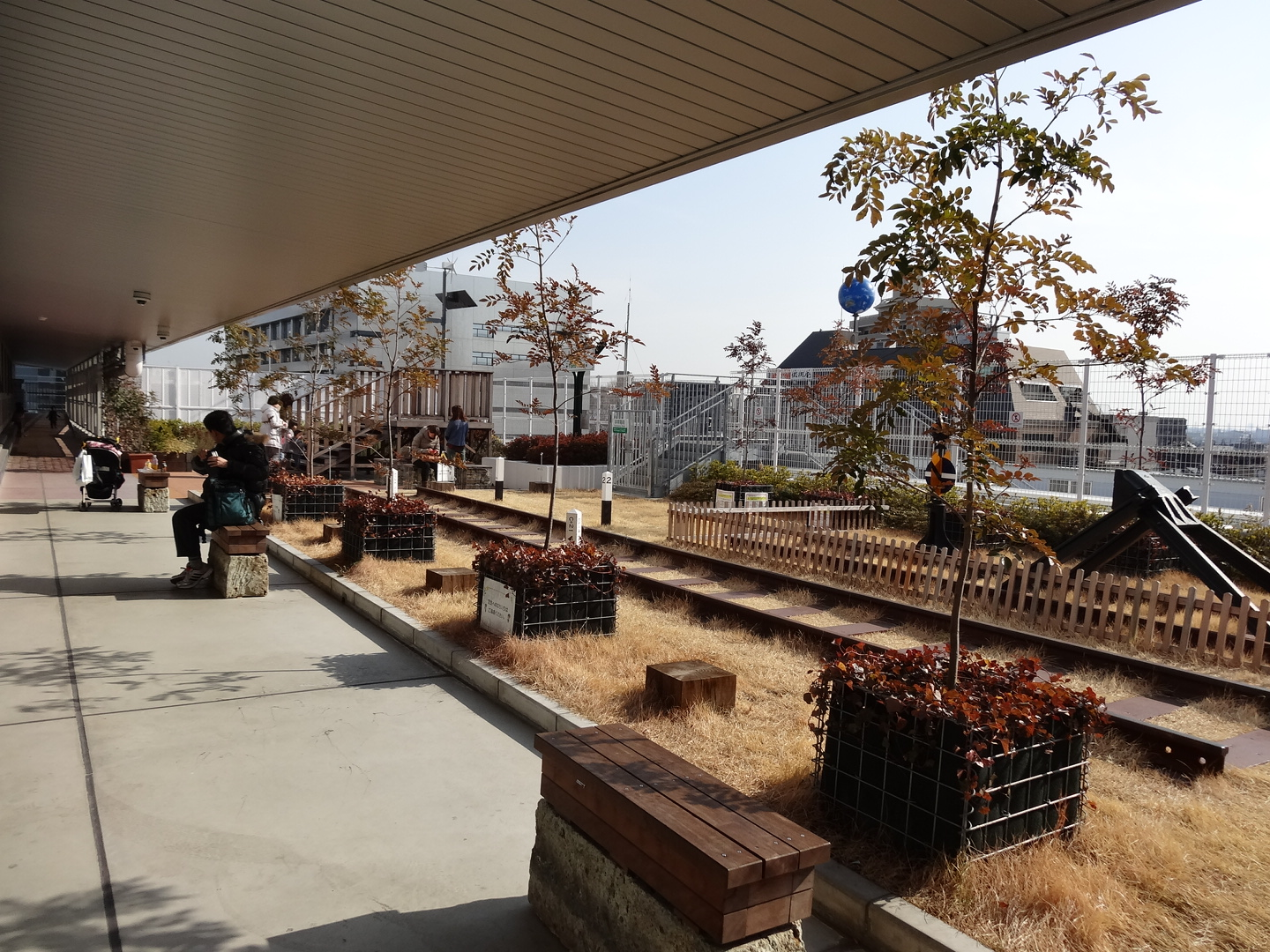
屋上緑化施設「トコニワ」（2014年2月、リニューアル前）

### のりば
全ホームでホームドアが稼働している。
| ホーム | 路線   | 方向 | 行先                                   |
| ------ | ------ | ---- | -------------------------------------- |
| 1      | 新宿線 | 下り | 航空公園・狭山市・本川越方面           |
| 2      | 新宿線 | 上り | 東村山・高田馬場・西武新宿・国分寺方面 |
| 3      | 池袋線 | 上り | 秋津・池袋・新木場・渋谷・横浜方面     |
| 4      | 池袋線 | 下り | 西武球場前・飯能・西武秩父方面         |
| 5      | 池袋線 | 下り | 西武球場前・飯能・西武秩父方面         |

（出典：西武鉄道:駅構内図）
- 1番ホームは新宿線下り列車が使用する単式ホーム[25]。かつては西口地上駅舎と直結し各種設備があったが、現在は待合室や駅そば（狭山そば）があるのみである。
- 2番・3番ホームは上り列車が使用する島式ホームで、新宿線と池袋線との間で同一ホームでの乗り換えが可能である。同じ上りでも新宿線と池袋線は逆方向に進行し、見かけ上右側通行になる[25]。以前は1番ホームと2番ホームの間に中線が存在していたが、旧2番ホームの線路上にホームを拡張したため、この中線が2番ホームとなった[26]。
- 4番・5番ホームは池袋線下り列車が使用する島式ホーム。運用上は5番が本線に相当し、4番は当駅止まり・臨時列車・交互発着・緩急接続時などに使用される副本線である。ただし特急列車は原則的に4番ホームを使用する。

各ホームは3か所で連絡している。ホームの北端（本川越・池袋方）には跨線橋があり、これは乗り換え専用でいずれの改札にもアクセスできない。残り2か所は橋上駅舎による連絡で、ホーム中央部には中央改札、ホーム南端（西武新宿・飯能方）には南改札からアクセスできる。

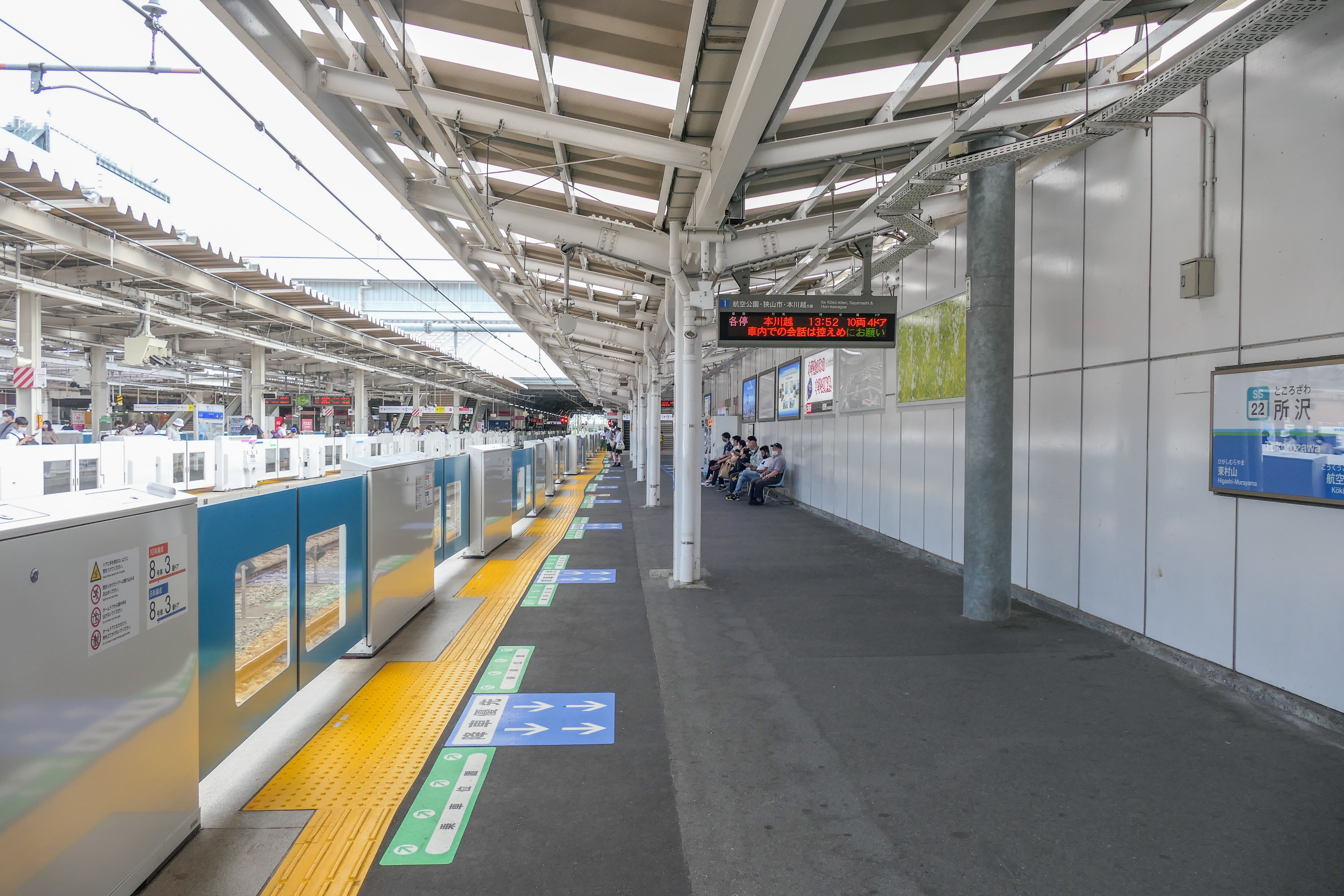
1番ホーム（2022年7月）
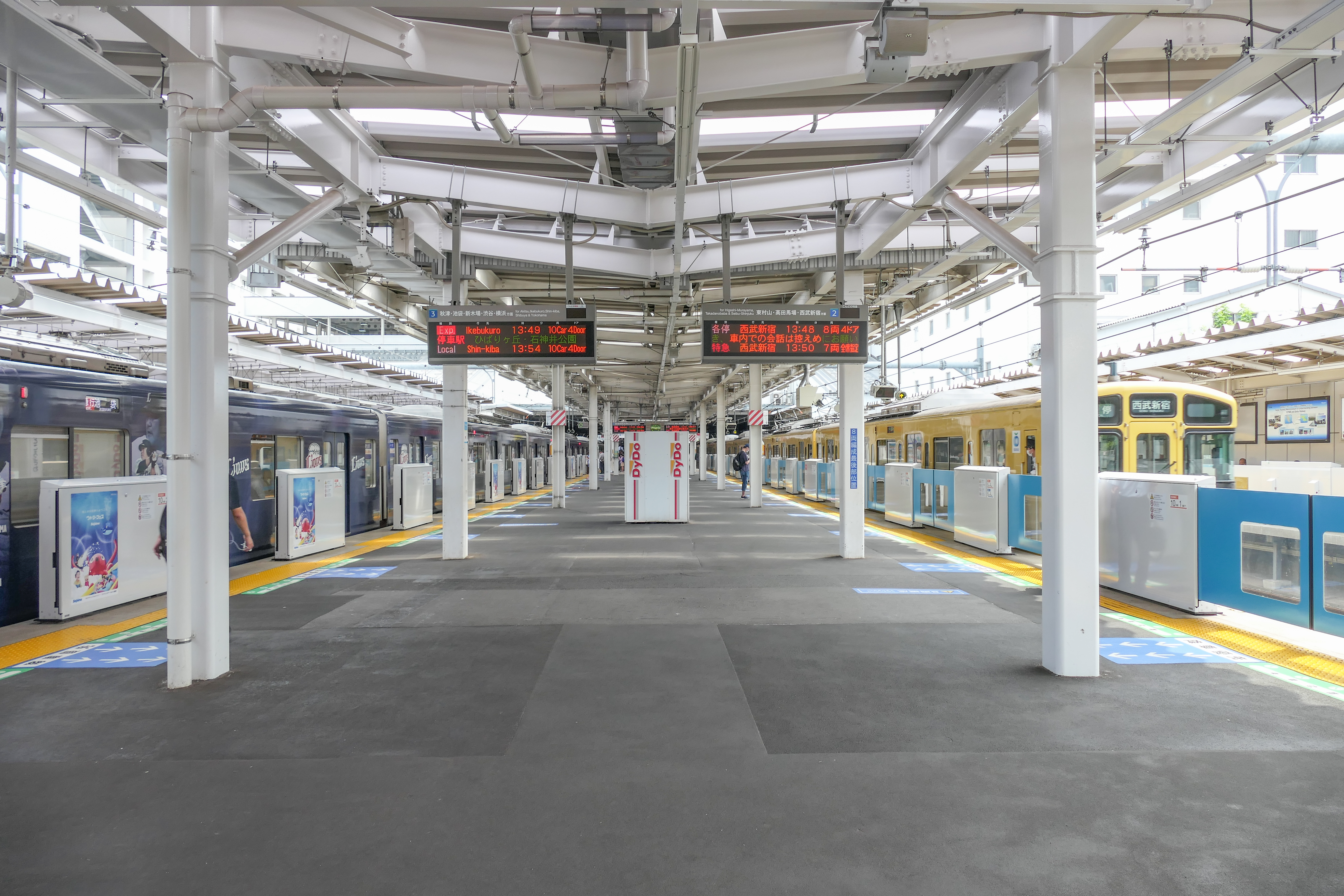
2・3番ホーム（2022年7月）
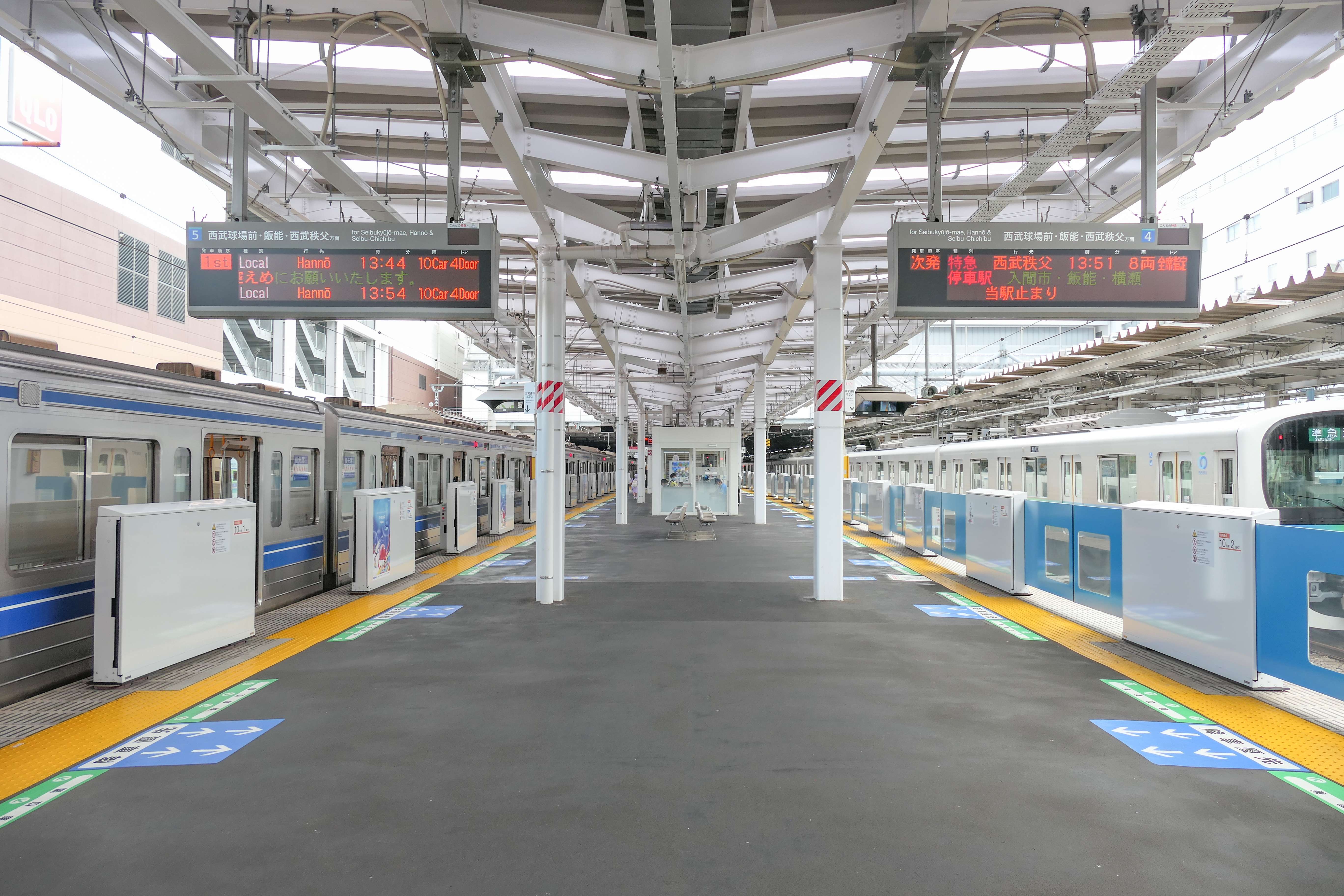
4・5番ホーム（2022年7月）

#### 配線
| | ↑ 飯能                       |          |
| ← 西武新宿 | 西武鉄道 所沢駅 鉄道配線略図 | → 本川越 |
| | ↓ 池袋                       |          |
| 凡例 出典:* 以下を参考に作成。 ** 電気車研究会、『鉄道ピクトリアル』、第52巻第4号 通巻第716号「【特集】西武鉄道」、 2002年4月 臨時増刊号、巻末折込「西武鉄道 配線略図 （2001年12月15日現在）」、 および、小松丘、「西武鉄道 沿線観察」、図-6「所沢の配線と進入・発車可能番線」、137頁。 ** 西武鉄道公式ホームページ 所沢駅 駅構内マップ |                              |          |

先に建設された新宿線が一直線に当駅へ進入しているのに対し、新宿線に合わせるような形で建設された池袋線は急カーブで駅構内に進入する形になっている。
新宿線と池袋線で上下線が逆向きに進入しているため、一見して方向がわかりにくい反面、通勤需要の多い東京方面行きが同一ホーム（2・3番線）で乗り換え可能になるメリットをもたらした。実際に「本川越方面からの西武新宿方面行き」と「飯能方面からの池袋方面行き」の列車接続待ちがしばしば行われる。
それ以外にも様々な柔軟な運行が可能な配線となっている。
- 西武新宿発西武球場前行の臨時列車は、新宿線下りホームの手前にある連絡線を通り、新宿線・池袋線の両上り線を横断して4番ホームに進入し、折り返して発車する。
- 本川越駅発西武球場前行の臨時列車は、新宿線上りホームの手前にある連絡線を通り、池袋線の上り線を横断して4番ホームに進入し、そのまま発車する。
- 池袋線の本駅以東で運行に支障がある場合には、池袋線上り列車を4番ホームに直接進入させ埼玉県内で折り返し運転を行うことが可能である。

南側（西武新宿・飯能方）には池袋線と新宿線に挟まれた位置に2本の留置線があり、これを用いて池袋線の4番ホーム到着列車を折り返し、3番ホームに入線させて池袋方面の列車として運行している。この留置線は、夜間に8両編成と10両編成を留置し、翌日のラッシュ時に設定されている清瀬・保谷始発の列車に対応する。なお2022年6月より、留置線付近の下を通るアンダーパスの工事進捗に伴い、2線のうち池袋線上り本線に近い1線が使用停止となり、該当の夜間留置は小手指車両基地へ回送させ、翌朝は小手指車両基地から出庫させる措置をとっている。また、池袋線において日中毎時2本設定されている当駅始終着の列車の一部は隣の西所沢駅まで回送され、そこで折り返している。

#### 備考
- 新宿線の特急「小江戸」号は、東村山駅に新規停車を開始するまでは、2番ホームで乗務員の交代を行う場合があった。これは、乗務員施設が2駅先の新所沢駅にあるが、新所沢駅に特急が停車しないことによる。現在、乗務員の交代は隣の東村山駅に変更になった。
- 池袋線で運転している有料座席指定列車「S-TRAIN」は、石神井公園駅とともに平日ダイヤ・土休日ダイヤの上下列車全てが停車し、このうち平日ダイヤは朝の上り2本、土休日ダイヤは夜の下り1本が当駅発着となる。なお平日ダイヤは、当駅から西武線内のみの乗車はできない[27]。平日ダイヤは2020年3月14日ダイヤ改正以降、下りのみ小手指駅まで運転され、当駅は降車専用となる[28]。

#### 発車メロディ
当初は他駅と同様に西武鉄道オリジナルの汎用発車メロディを使用していたが、2020年11月3日に、所沢市が舞台とされているアニメーション映画『となりのトトロ』の関連楽曲をアレンジしたものに変更している。これは同市が市制施行70周年を記念するために企画したもので、監督の宮崎駿、音楽を手掛けた久石譲、制作したスタジオジブリの協力を得て実現した。メロディはスイッチの制作で、編曲は福嶋尚哉が手掛けた。
| ホーム | 路線   | 曲名                |
| ------ | ------ | ------------------- |
| 1      | 新宿線 | さんぽ verB         |
| 2      | 新宿線 | さんぽ verA         |
| 3      | 池袋線 | となりのトトロ verB |
| 4      | 池袋線 | となりのトトロ verA |
| 5      | 池袋線 | となりのトトロ verC |

## 利用状況
2024年（令和6年）度の1日平均乗降人員は109,930人で、西武鉄道全92駅中第7位である。この値は、新宿線・池袋線間の乗換客を含まない。新宿線内では高田馬場駅、西武新宿駅に次ぐ第3位、池袋線内では池袋駅、練馬駅に次ぐ第3位である。 埼玉県内の西武鉄道の駅の中では最も利用者数が多い。
新宿線の乗降人員は4万人程度で横ばいであるが、池袋線の乗降人員は増加傾向が続いている。新宿線と池袋線の乗換客は約12万人で横ばいであり、乗換客を含めた1日平均乗降人員は約22万人である。
近年の1日平均乗降人員および乗車人員の推移は下記の通り。
| 年度               | 1日平均 乗降人員 | 1日平均 乗車人員 | 出典     |
| ------------------ | ---------------- | ---------------- | -------- |
| 1989年（平成元年） | 90,668           | 45,599           |          |
| 1990年（平成02年） | 92,503           | 46,652           |          |
| 1991年（平成03年） | 93,449           | 47,176           |          |
| 1992年（平成04年） | 92,687           | 46,726           |          |
| 1993年（平成05年） | 90,933           | 45,679           |          |
| 1994年（平成06年） | 90,147           | 45,263           |          |
| 1995年（平成07年） | 89,970           | 45,016           |          |
| 1996年（平成08年） | 89,414           | 44,826           |          |
| 1997年（平成09年） | 89,211           | 44,814           |          |
| 1998年（平成10年） | 87,570           | 44,143           |          |
| 1999年（平成11年） | 87,081           | 43,937           | [ * 1 ]  |
| 2000年（平成12年） | 87,558           | 44,092           | [ * 2 ]  |
| 2001年（平成13年） | 89,552           | 44,799           | [ * 3 ]  |
| 2002年（平成14年） | 90,993           | 45,545           | [ * 4 ]  |
| 2003年（平成15年） | 91,860           | 46,118           | [ * 5 ]  |
| 2004年（平成16年） | 91,309           | 45,819           | [ * 6 ]  |
| 2005年（平成17年） | 91,815           | 46,054           | [ * 7 ]  |
| 2006年（平成18年） | 92,735           | 46,505           | [ * 8 ]  |
| 2007年（平成19年） | 94,709           | 47,223           | [ * 9 ]  |
| 2008年（平成20年） | 96,321           | 48,120           | [ * 10 ] |
| 2009年（平成21年） | 96,156           | 48,016           | [ * 11 ] |
| 2010年（平成22年） | 94,827           | 47,172           | [ * 12 ] |
| 2011年（平成23年） | 93,399           | 46,675           | [ * 13 ] |
| 2012年（平成24年） | 95,309           | 47,562           | [ * 14 ] |
| 2013年（平成25年） | 96,485           | 48,107           | [ * 15 ] |
| 2014年（平成26年） | 95,772           | 47,779           | [ * 16 ] |
| 2015年（平成27年） | 97,662           | 48,760           | [ * 17 ] |
| 2016年（平成28年） | 99,994           | 49,941           | [ * 18 ] |
| 2017年（平成29年） | 102,732          | 51,327           | [ * 19 ] |
| 2018年（平成30年） | 104,984          | 52,429           | [ * 20 ] |
| 2019年（令和元年） | 102,368          | 51,088           | [ * 21 ] |
| 2020年（令和02年） | 78,002           | 38,887           | [ * 22 ] |
| 2021年（令和03年） | 86,613           | 43,179           | [ * 23 ] |
| 2022年（令和04年） | 95,294           | 47,505           | [ * 24 ] |
| 2023年（令和05年） | 101,123          |                  |          |
| 2024年（令和06年） | 109,930          |                  |          |

近年の路線別乗降人員の推移は以下の通り。
| 年度               | 新宿線 | 池袋線 | 乗換人員 |
| ------------------ | ------ | ------ | -------- |
| 2003年（平成15年） | 40,632 | 51,228 | 118,778  |
| 2004年（平成16年） | 40,136 | 51,173 | 118,496  |
| 2005年（平成17年） | 40,087 | 51,728 | 118,218  |
| 2006年（平成18年） | 40,200 | 52,535 | 118,868  |
| 2007年（平成19年） | 40,883 | 53,726 | 118,882  |
| 2008年（平成20年） | 41,513 | 54,808 | 120,003  |
| 2009年（平成21年） | 41,127 | 55,029 | 118,541  |
| 2010年（平成22年） | 40,453 | 54,374 | 116,170  |
| 2011年（平成23年） | 39,830 | 53,569 | 116,559  |
| 2012年（平成24年） | 40,115 | 55,194 | 116,602  |
| 2013年（平成25年） | 39,872 | 56,613 | 118,026  |
| 2014年（平成26年） | 39,238 | 56,534 | 116,717  |
| 2015年（平成27年） | 39,728 | 57,934 | 118,170  |
| 2016年（平成28年） | 40,573 | 59,421 | 118,177  |
| 2017年（平成29年） | 41,513 | 61,219 | 118,078  |
| 2018年（平成30年） | 42,434 | 62,550 | 118,007  |

## 駅周辺
当駅周辺は所沢市の中心部であり、駅を中心に市街地が広がっている。西口の駅前には、プロペ通り商店街をはじめ、西武百貨店（西武所沢S.C.）、西友、駅直結のグランエミオ所沢など、大型商業施設が進出している。また、複数の高層マンション（タワーマンション）が林立している。東口の駅前には、駅直結のグランエミオ所沢の他、西武鉄道本社ビル、日本光電工業総合技術開発センタなど、オフィスビルがある。なお、所沢市役所は隣の航空公園駅が最寄り駅となっている。当駅の東村山寄りからは西武鉄道の車両工場（西武所沢車両工場）への線路が分岐していたが、工場の廃止とともに線路も撤去され、引込線の敷地は転用された（かつて踏切だった道路を跨ぐ部分はレール撤去の上整地）。西口からは、ペデストリアンデッキで西武所沢S.C.、シティタワー所沢クラッシィに直接つながっている。また、2024年9月24日には、シティタワー所沢クラッシィに隣接するエミテラス所沢が開業した。
東口は1983年になって開設されたため、西口に比べて閑静な街並みとなっているが、西武鉄道の本社ビルが所在しているほか、2019年に豊島区のダイヤゲート池袋に移転するまで西武ホールディングスの本社も位置していた。成田空港・羽田空港へのリムジンバスや多くの一般路線バスが発着する。西口にも路線バスが発着しているが、西口発着の路線は付近の道路渋滞による影響もあり、多くが東口発着や他駅発着に変更され、松が丘方面など路線だけに縮小している。

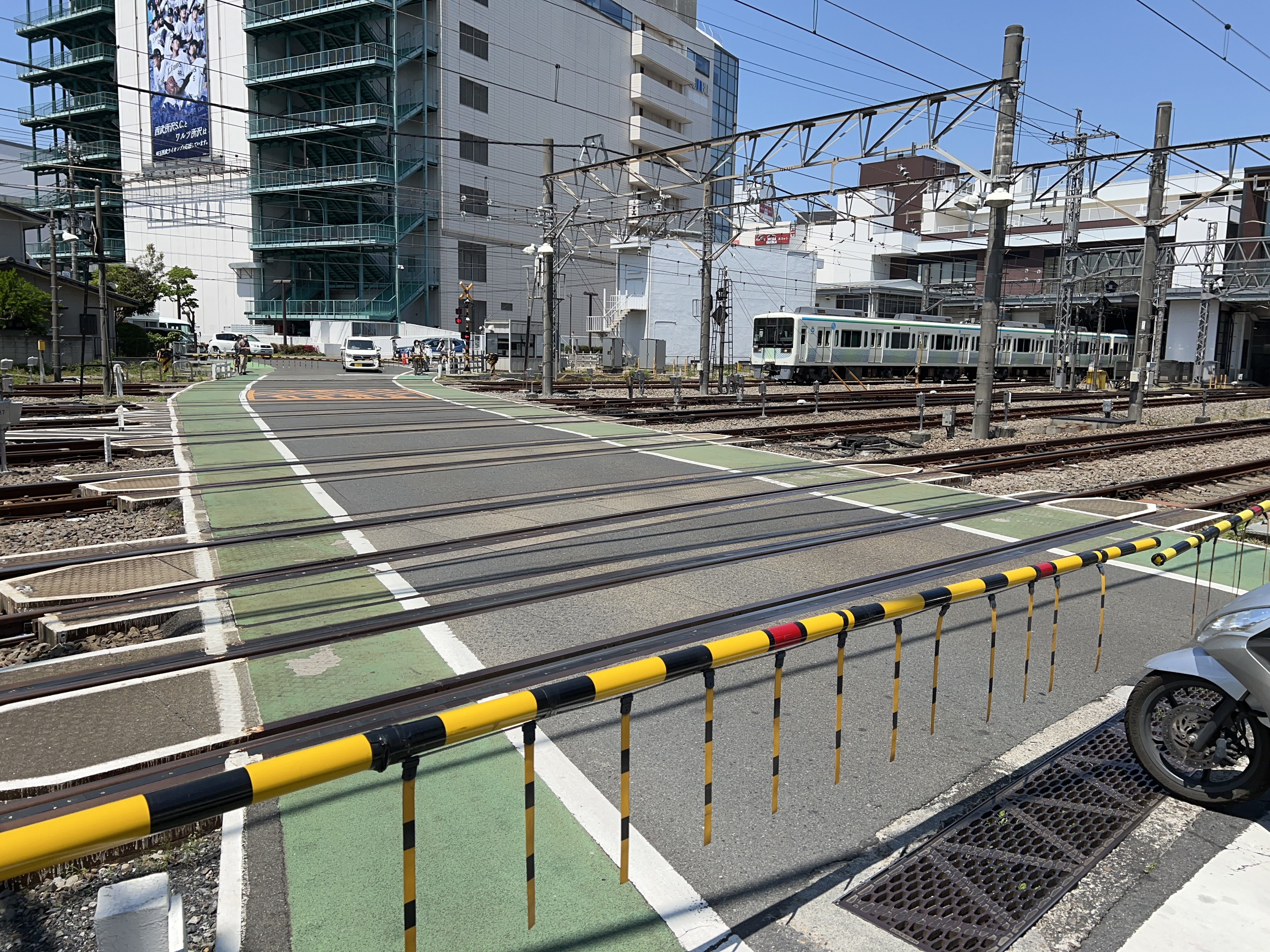
東村山7号踏切（2025年）

南側にある東村山7号踏切は、国土交通省から開かずの踏切並びに歩行者ボトルネック踏切に指定されている。この状況を解消すべく、所沢市が主体で単独立体交差事業（当該踏切のさらに南側で新設道路アンダーパス工事）を実施している。2028年度に完了する予定。所沢市が作成した総合計画実施計画書（2020 - 2023）では、2025年度の予定だった。

### 東口
- グランエミオ所沢（東口駅ビル）
  - 所沢市役所所沢駅サービスコーナー・パスポートセンター
- 西武鉄道本社
- 西武ハイヤー・西武建設・西武プロパティーズ本社　(西武鉄道所沢第二ビル・くすのきホール)
- 西武バス本社（旧所沢営業所跡地）
- 日本光電所沢事業所・総合技術開発センタ
- 所沢駅東口郵便局
- 所沢中央病院
  - 所沢駅東口市民ギャラリー
- パナソニック ホームズ埼玉西 本社
- 埼玉りそな銀行 所沢東口支店
- 足利銀行 所沢支店
- 飯能信用金庫 所沢東支店
- 中央労働金庫 所沢支店
- 所沢市立北秋津小学校
- SOCOLA所沢

### 西口
- ワルツ所沢
  - 西武 所沢S.C.
- 西友 所沢駅前店
- エミテラス所沢
  - サミットストア エミテラス所沢店
- TOCOTOCO SQUARE
  - ヤマダデンキ・アニメイト・seria・ニトリ・サカゼン・眼鏡市場・オーケー・スーパーセカンドストリート
- プロペ通り商店街 - プロペラに因んだもので、所沢には所沢陸軍飛行場（現在の所沢航空記念公園）が建設され、日本の航空の発祥地であることに由来する。
  - 所沢警察署 所沢駅前交番
  - 所沢サンプラザ
- ファルマン通り商店街
  - 所沢市男女共同参画推進センター ふらっと
- 所沢ハーティア
  - 所沢市役所 所沢まちづくりセンター
  - 所沢市中央公民館
  - 所沢市立図書館 所沢分館
  - 所沢商工会議所
  - 一般社団法人所沢法人会
- ピックルスコーポレーション 本社
- 所沢市立所沢小学校
- 東京西武学館（日本航空高等学校技能連携校）
- 所沢日吉郵便局
- 所沢駅西口郵便局
- 埼玉県道337号久米所沢線
- 東京都道・埼玉県道4号東京所沢線
- みずほ銀行 所沢支店
- 三井住友銀行 所沢支店・新所沢支店・小手指支店（同一店舗での営業）
- 三菱UFJ銀行 所沢支店・所沢中央支店・狭山支店・入間支店・久米川支店（同一店舗での営業）
- 飯能信用金庫 所沢支店
- 埼玉りそな銀行 所沢支店
- 群馬銀行 所沢支店
- 三井住友信託銀行 所沢支店・所沢駅前支店（同一店舗での営業）
- 八十二銀行 所沢支店
- 武蔵野銀行 所沢支店・所沢駅前支店（同一店舗での営業）
- いるま野農業協同組合 吾妻支店
- 所沢パークホテル
- オーケー　所沢店
- マルエツ 所沢御幸町店

※所沢市役所・所沢警察署・所沢郵便局は航空公園駅が最寄り。

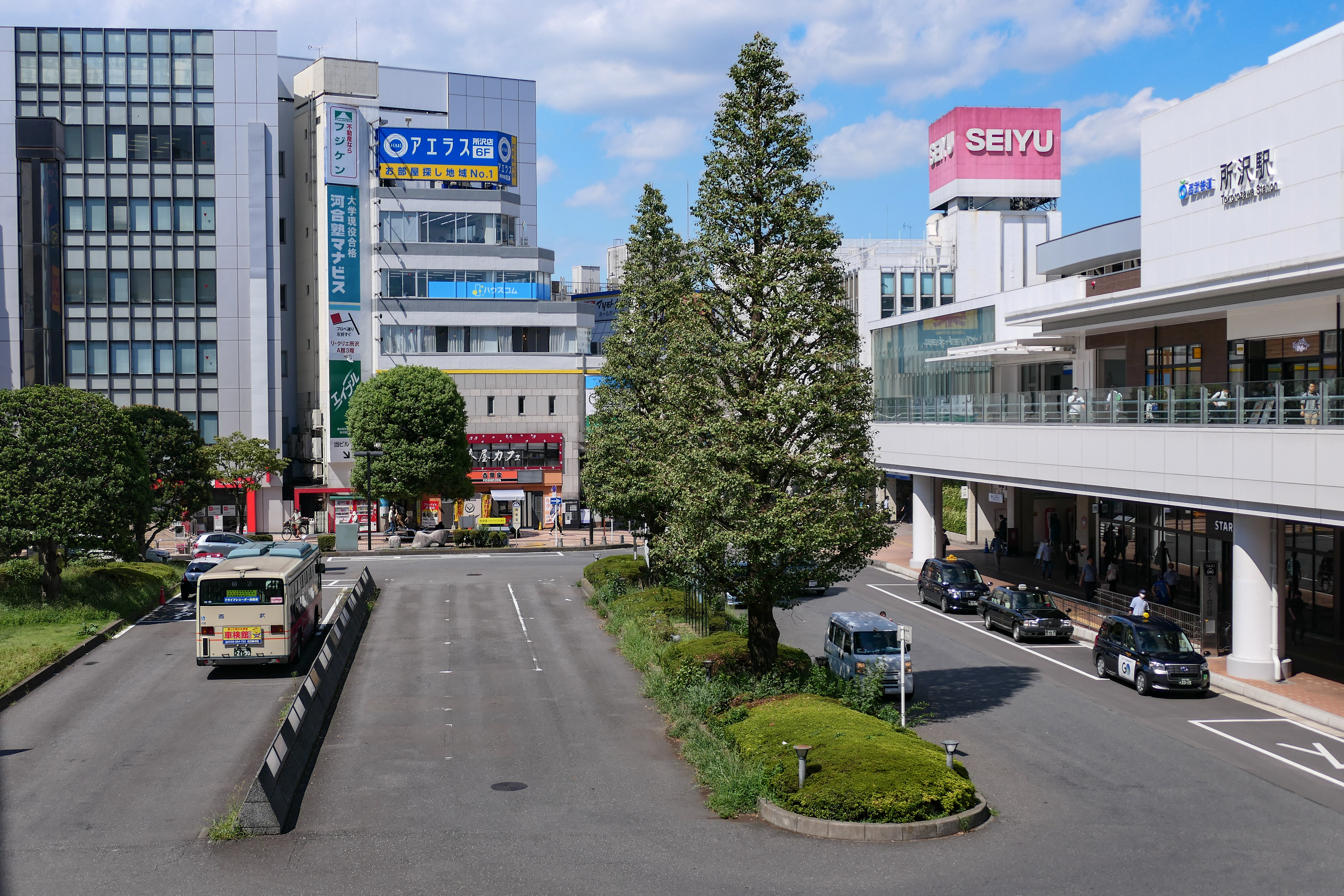
西口ロータリー（2022年8月）
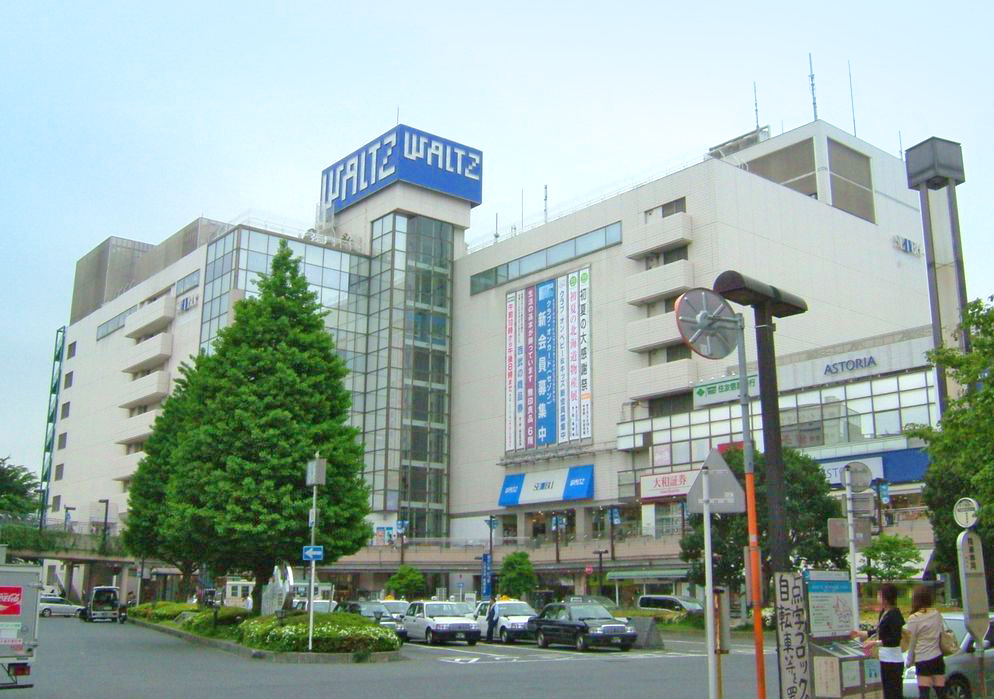
西武所沢S.C.（2008年5月）
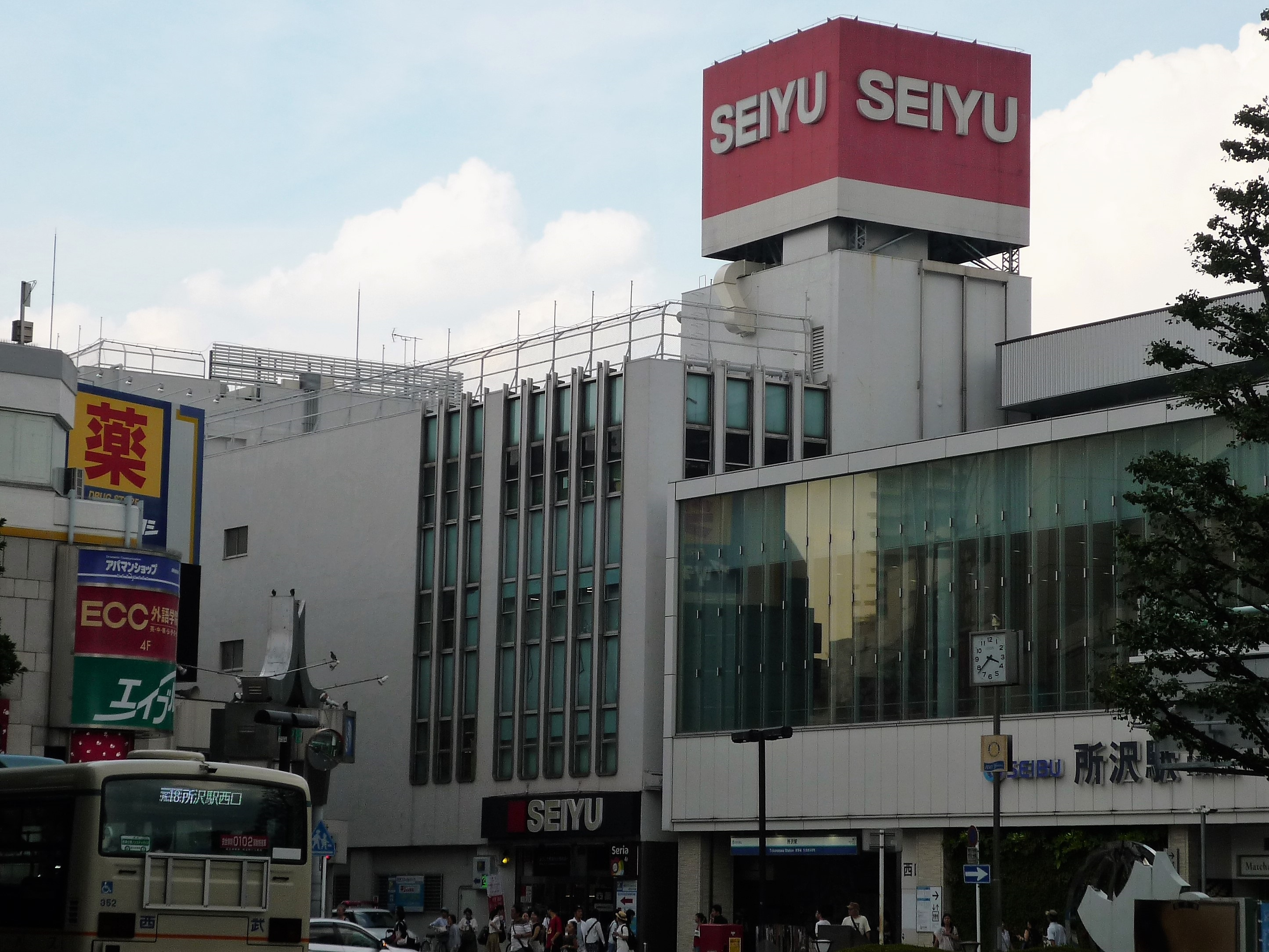
西友所沢駅前店（2018年7月）
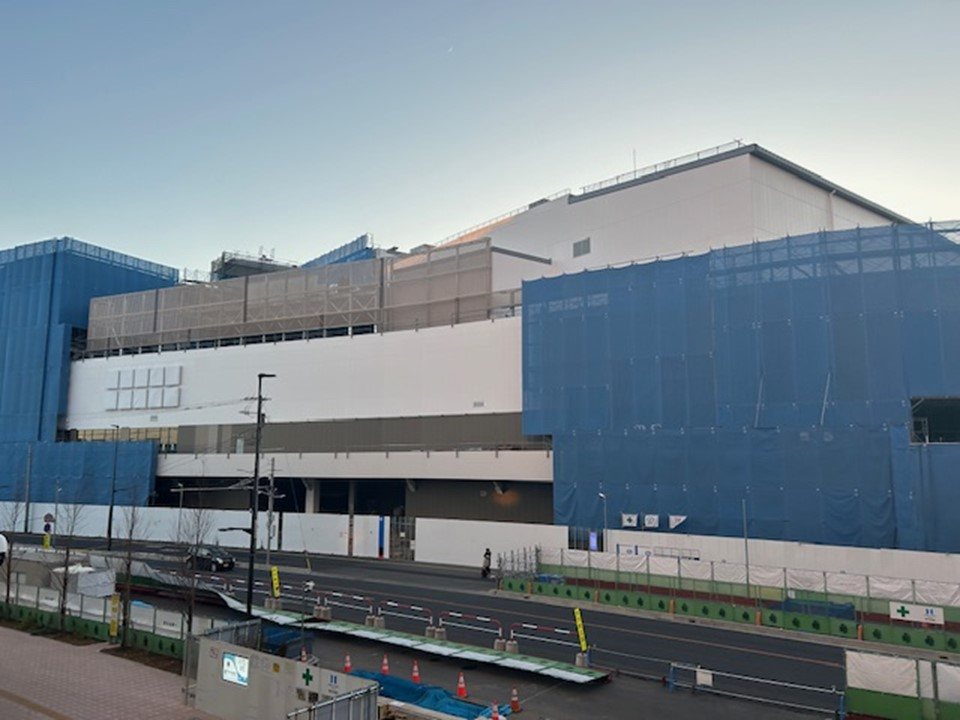
所沢駅西口開発計画（ショッピングモール）
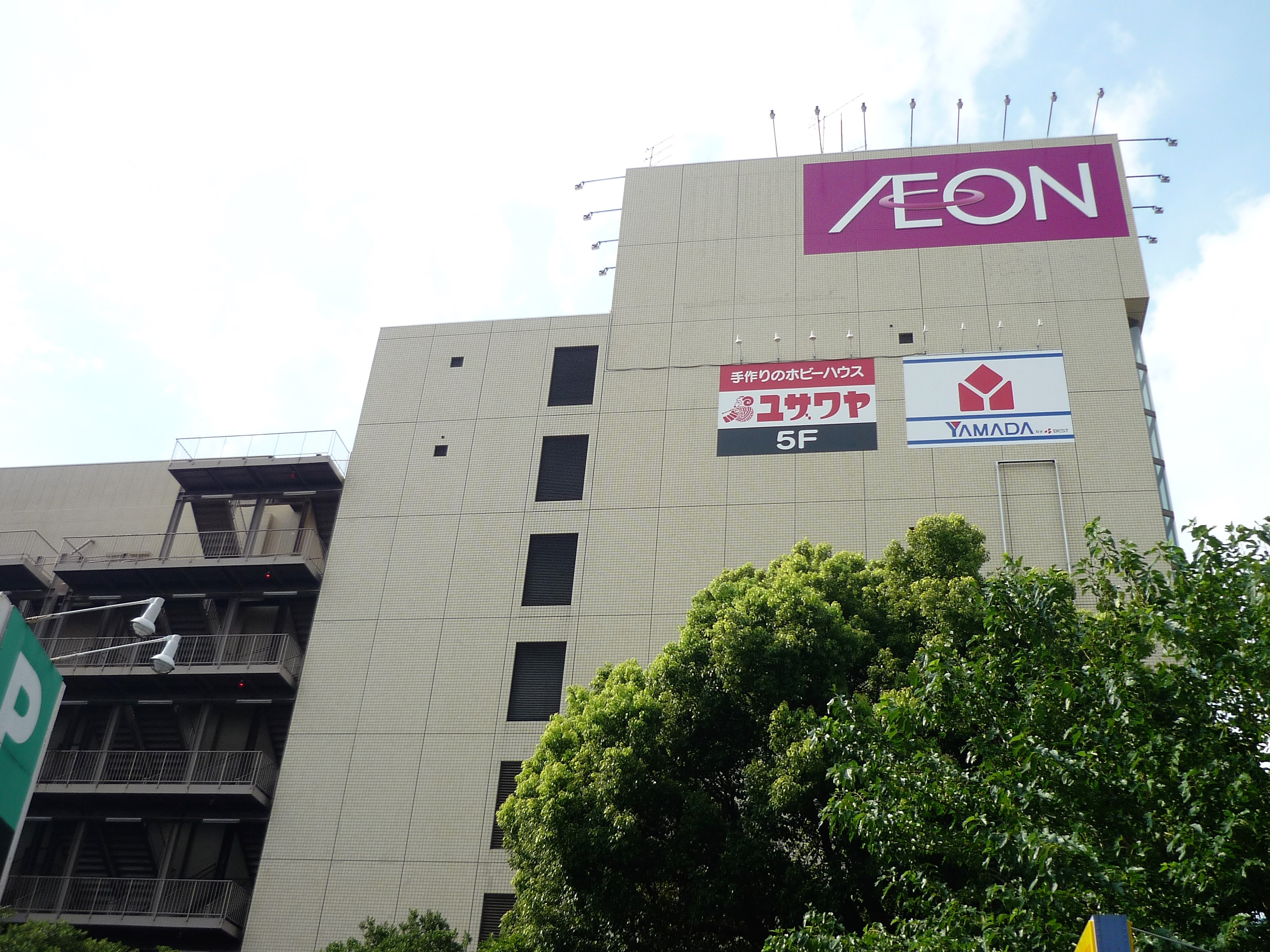
TOCOTOCOSQUARE（旧イオン所沢店）（2018年7月）

## バス路線
路線バスとコミュニティバスは西武バス所沢営業所により運行されている。空港連絡バスと高速バスは西武バスと他社の共同運行となっている。

### 東口
| 乗り場 | 運行事業者             | 系統・行先 | 備考                  |
| ------ | ---------------------- | --- | --------------------- |
| 1      | 西武バス・東京空港交通 | 空港連絡バス：羽田空港 |                       |
| 1      | 西武バス・京成バス     | 空港連絡バス：成田空港 |                       |
| 2      | 西武バス               | 清66：清瀬駅北口 所52：志木駅南口 所52-1：跡見女子大 所55：東所沢駅                                                                          |                       |
| 3      | 西武バス               | 所56：航空公園駅 所57：エステシティ所沢 大34：大宮駅西口 所58-1：上福岡駅西口 久11-1：久米川駅北口 所46：清瀬駅南口 所61：西武バス所沢営業所 | 「大34」は平日1本のみ |

### 西口
| 乗り場 | 運行事業者                 | 系統・行先                                              | 備考 |
| ------ | -------------------------- | ------------------------------------------------------- | ---- |
| 1      | 西武バス                   | 所20-1：並木通り団地                                    |      |
| 2      | 西武バス                   | 所18：西武園駅                                          |      |
| 3      | 市内循環バス「ところバス」 | 南路線吾妻循環：保健センター 南路線山口循環：航空公園駅 |      |

## 隣の駅
西武鉄道
 新宿線
- ■特急「小江戸」停車駅

■快速急行（下りのみ運転）・ ■通勤急行（上りのみ運転）
東村山駅 (SS21) - 所沢駅 (SS22) - 新所沢駅 (SS24)
■急行・■準急・■各駅停車
東村山駅 (SS21) - 所沢駅 (SS22) - 航空公園駅 (SS23)
 池袋線
- ■特急「ちちぶ」「むさし」・■臨時特急「ドーム」・□S-TRAIN停車駅（平日上りは当駅始発、平日下りは降車のみの扱い）

■快速急行
ひばりヶ丘駅 (SI13) - 所沢駅 (SI17) - 小手指駅 (SI19)
■急行（西所沢側は当駅から各駅に停車）
ひばりヶ丘駅 (SI13) - 所沢駅 (SI17) - 西所沢駅 (SI18)
■通勤急行（上りのみ運転、当駅までは各駅に停車）
東久留米駅 (SI14) ← 所沢駅 (SI17) ← 西所沢駅 (SI18)
■快速・■通勤準急・■準急・■各駅停車（通勤準急は上りのみ運転）
秋津駅 (SI16) - 所沢駅 (SI17) - 西所沢駅 (SI18)